# Eberhard Kirsch
Eberhard Kirsch (* 1947 bei Eberswalde) ist ein deutscher Prähistoriker.
Nach einem Studium der Ur- und Frühgeschichte und Kunstgeschichte an der Martin-Luther-Universität Halle-Wittenberg war er u. a. Kustos für die archäologischen Sammlungen Mittelalter/Neuzeit des Stadtmuseums Berlin. Er wurde 1993 an der Freien Universität Berlin promoviert.

## Veröffentlichungen (Auswahl)
- Funde des Mittelneolithikums im Land Brandenburg. Brandenburgisches Landesmuseum für Ur- und Frühgeschichte, Potsdam 1993, ISBN 3-910011-04-7
- Beiträge zur älteren Trichterbecherkultur in Brandenburg. Brandenburgisches Landesmuseum für Ur- und Frühgeschichte, Potsdam 1994, ISBN 3-910011-07-1 (= Dissertation).
- Die Keramik vom 13. bis zum Anfang des 16. Jahrhunderts in Berlin/Brandenburg; aus der Sammlung des Märkischen Museums Berlin. Märkisches Museum, Berlin 1994, ISBN 3-910029-08-6